# Бугила звичайна
Бугила звичайна або бугила пазурникова (Anthriscus caucalis) — вид рослин родини окружкові (Apiaceae), поширений у північно-західній Африці, Європі, й у західній Азії.

## Опис
Однорічна трав'яниста рослина 15–50 см заввишки. Стебла голі, вгорі гіллясті. Пелюстки зеленувато-білі. Плід вузько яйцюватий, 4–5 мм завдовжки і близько 1.5 мм шириною; щетинки нагорі гачкуваті, при основі плодів у верхній частині квітконоса коронка з білих волосків.

## Поширення
Поширений у пн.-зх. Африці, Європі, й у західній Азії.
В Україні зростає на кам'янистих місцях, на узбіччях доріг — у Криму, зрідка.

## Галерея

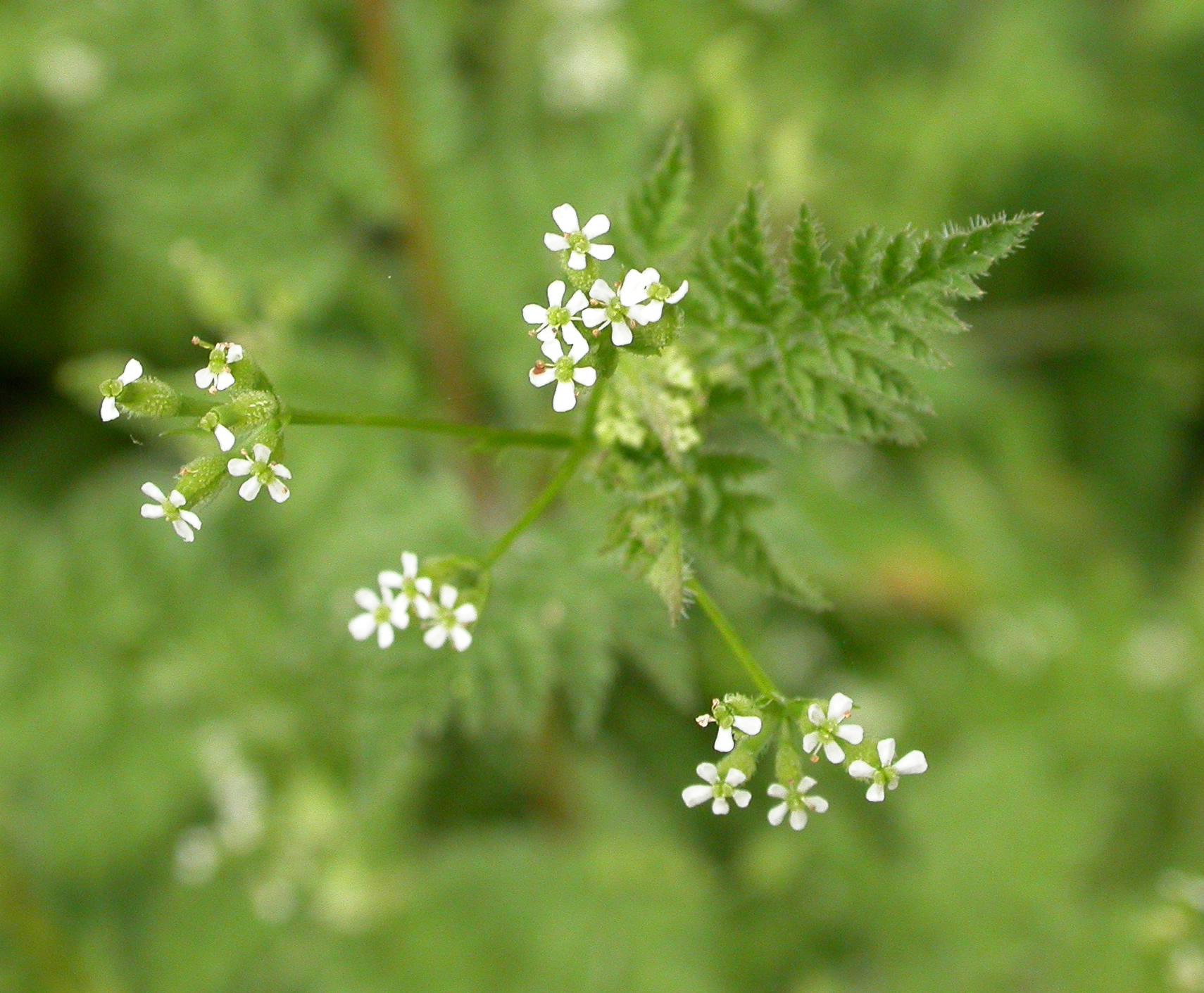
квіти
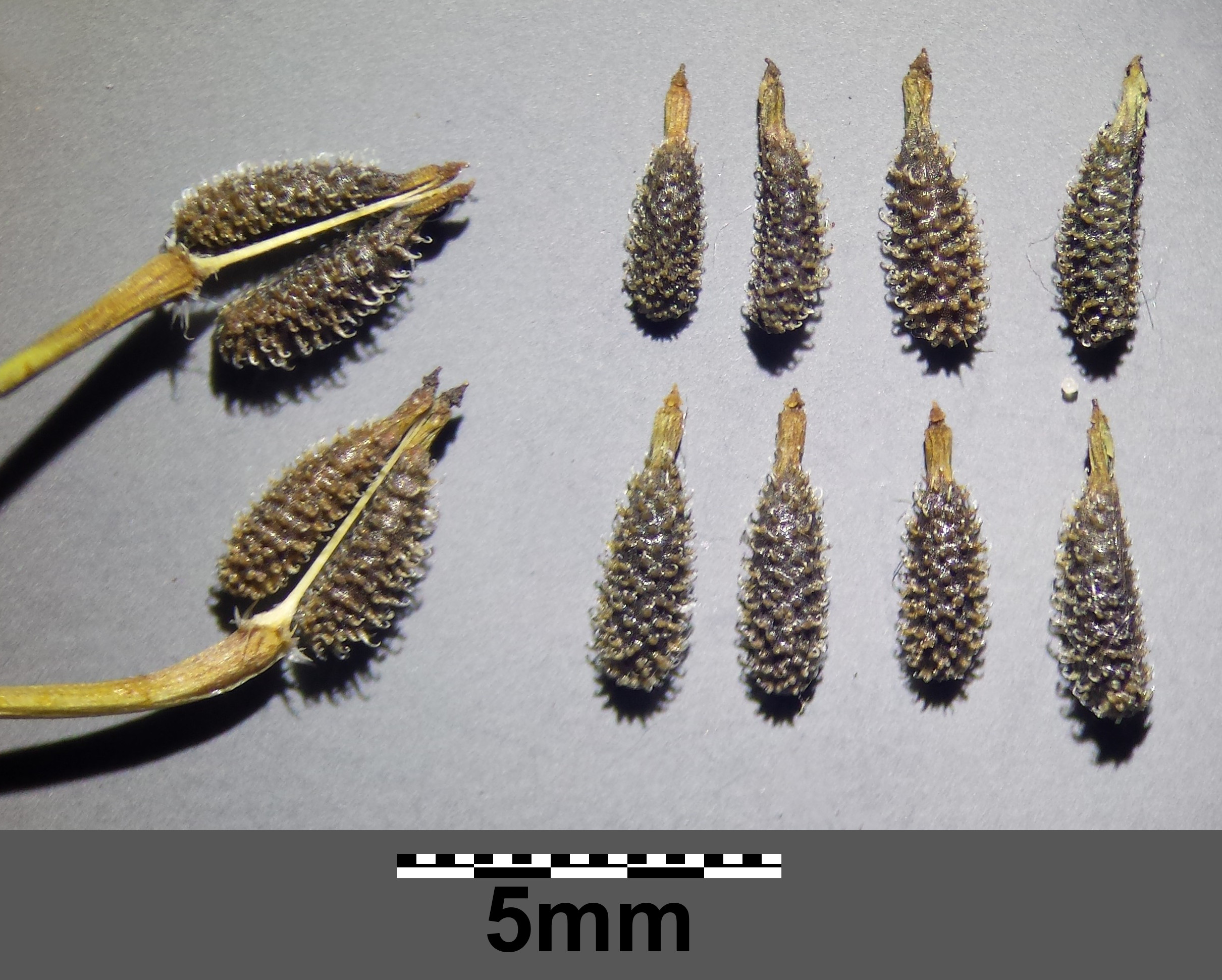
плоди
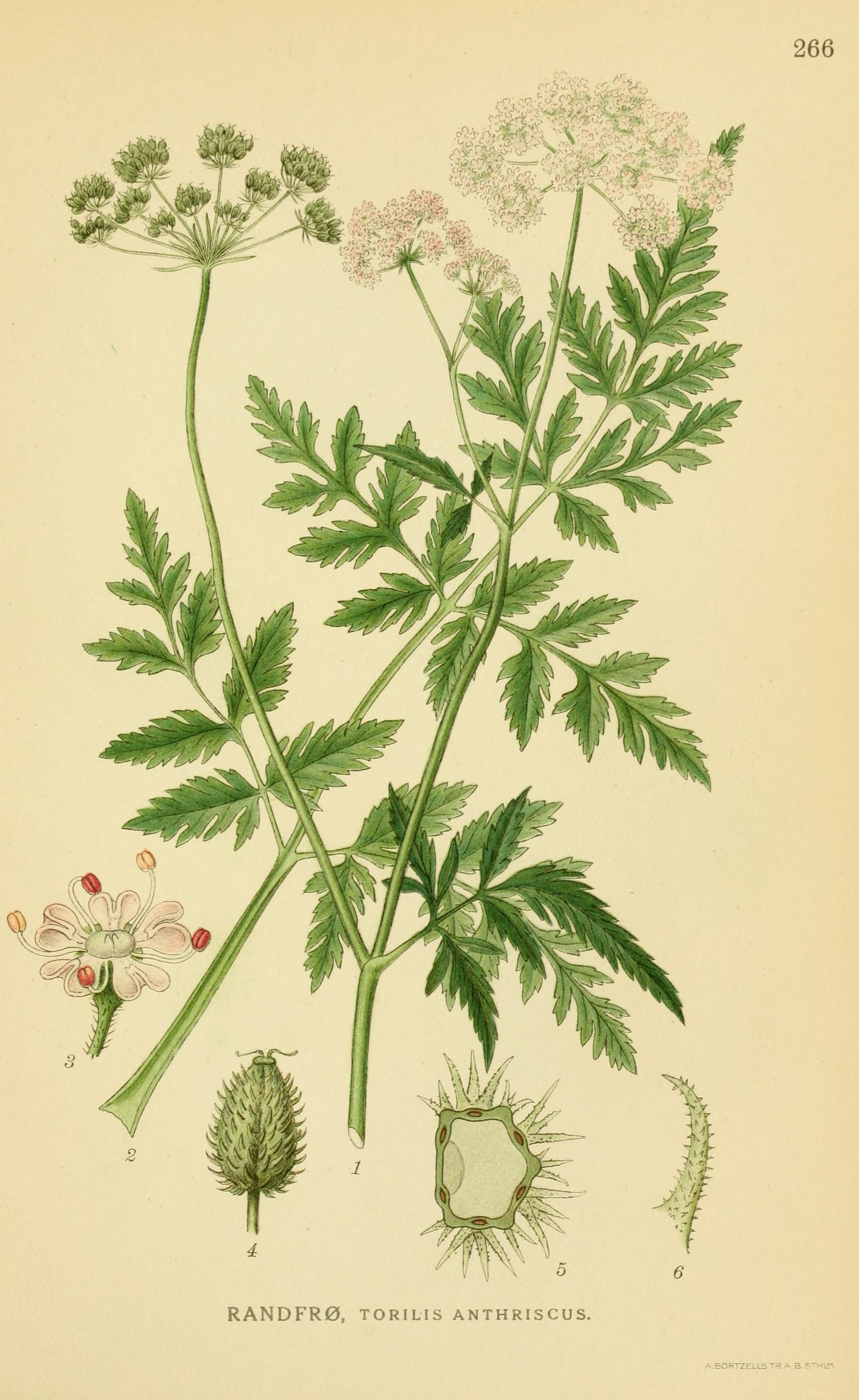
ілюстрація